# Rudolf Gnägi
 (avril 2021).
La mise en forme du texte ne suit pas les recommandations de Wikipédia : il faut le « wikifier ».
Les points d'amélioration suivants sont les cas les plus fréquents. Le détail des points à revoir est peut-être précisé sur la page de discussion.
- Les titres sont pré-formatés par le logiciel. Ils ne sont ni en capitales, ni en gras.
- Le texte ne doit pas être écrit en capitales (les noms de famille non plus), ni en gras, ni en italique, ni en « petit »…
- Le gras n'est utilisé que pour surligner le titre de l'article dans l'introduction, une seule fois.
- L'italique est rarement utilisé : mots en langue étrangère, titres d'œuvres, noms de bateaux, etc.
- Les citations ne sont pas en italique mais en corps de texte normal. Elles sont entourées par des guillemets français : « et ».
- Les listes à puces sont à éviter, des paragraphes rédigés étant largement préférés. Les tableaux sont à réserver à la présentation de données structurées (résultats, etc.).
- Les appels de note de bas de page (petits chiffres en exposant, introduits par l'outil «  Source ») sont à placer entre la fin de phrase et le point final[comme ça].
- Les liens internes (vers d'autres articles de Wikipédia) sont à choisir avec parcimonie. Créez des liens vers des articles approfondissant le sujet. Les termes génériques sans rapport avec le sujet sont à éviter, ainsi que les répétitions de liens vers un même terme.
- Les liens externes sont à placer uniquement dans une section « Liens externes », à la fin de l'article. Ces liens sont à choisir avec parcimonie suivant les règles définies. Si un lien sert de source à l'article, son insertion dans le texte est à faire par les notes de bas de page.
- La présentation des références doit suivre les conventions bibliographiques. Il est recommandé d'utiliser les modèles {{Ouvrage}}, {{Chapitre}}, {{Article}}, {{Lien web}} et/ou {{Bibliographie}}. Le mode d'édition visuel peut mettre en forme automatiquement les références.
- Insérer une infobox (cadre d'informations à droite) n'est pas obligatoire pour parachever la mise en page.

Pour une aide détaillée, merci de consulter Aide:Wikification.
Si vous pensez que ces points ont été résolus, vous pouvez retirer ce bandeau et améliorer la mise en forme d'un autre article.
Pour les articles homonymes, voir Gnägi.
Rudolf Gnägi, né le 3 août 1917 (originaire de Schwadernau) et décédé le 20 avril 1985, est un homme politique suisse, membre de l'Union démocratique du centre. Il est conseiller fédéral de 1966 à 1979 et président de la Confédération en 1971 et 1976.

## Biographie

### Études
Il fréquente le Gymnase de Bienne puis poursuit des études de droit à l'Université de Berne. 
Il acquiert le brevet d'avocat bernois en 1943 et pratique le barreau pendant deux ans. 

### Carrière
De 1946 à 1952, il est secrétaire des sections nationale et bernoise du Parti des paysans, artisans et bourgeois (PAB, aujourd'hui UDC) ainsi que de l'Association des paysans bernois. 

### Conseiller d'État bernois
De 1952 à 1965, il est membre du Conseil exécutif (gouvernement cantonal) du canton de Berne, et assume la direction de l'Économie publique. 
Il siège comme PAB au Conseil national de 1953 à 1965. Il préside le groupe parlementaire PAB de 1963 à 1965.

### Conseiller fédéral
Il est élu au Conseil fédéral le 8 décembre 1965. Il est le 79e conseiller fédéral de l'histoire[réf. nécessaire].
Il dirige le Département des transports, des communications et de l'énergie du 1er janvier 1966 au 30 juin 1968.
Comme ministre des Transports, il se rend à Moscou pour signer un accord de trafic aérien avec l'URSS. Il est le premier membre du gouvernement fédéral à avoir effectué une visite dans ce pays. 
Il dirige le Département militaire fédéral du 1er juillet 1968 jusqu'au 31 décembre 1979
Au Département militaire, il s'occupe du rapport sur la politique de sécurité de la Suisse. 
La fusée antichar Nora connut un échec et le char 68 des difficultés de mise au point. 
Le gouvernement refuse l'acquisition d'avions Corsair. 
L'introduction des Tiger se passe sans difficultés. 
L'initiative pour un contrôle renforcé des armements et contre les exportations d'armes (suite des scandales de ventes d'armes lors de la guerre de Biafra, Nigeria) ne fut rejetée qu'à 8000 voix de différence. 
Gnägi dut chercher une solution au problème des objecteurs de conscience (service civil après le rejet d'une initiative populaire. 
Son projet d'article constitutionnel sur la gymnastique et le sport fut accepté sans difficultés.
Il est président de la Confédération suisse en 1971 et en 1976.
Il laisse le souvenir d'un homme solide et déterminé à la tête du ministère de la Défense.
Le sous-pull à col roulé (appellation militaire : Tricot 75) de l'armée suisse porte son nom, le Gnägi, car il fut adopté durant son mandat au département militaire, en 1975.

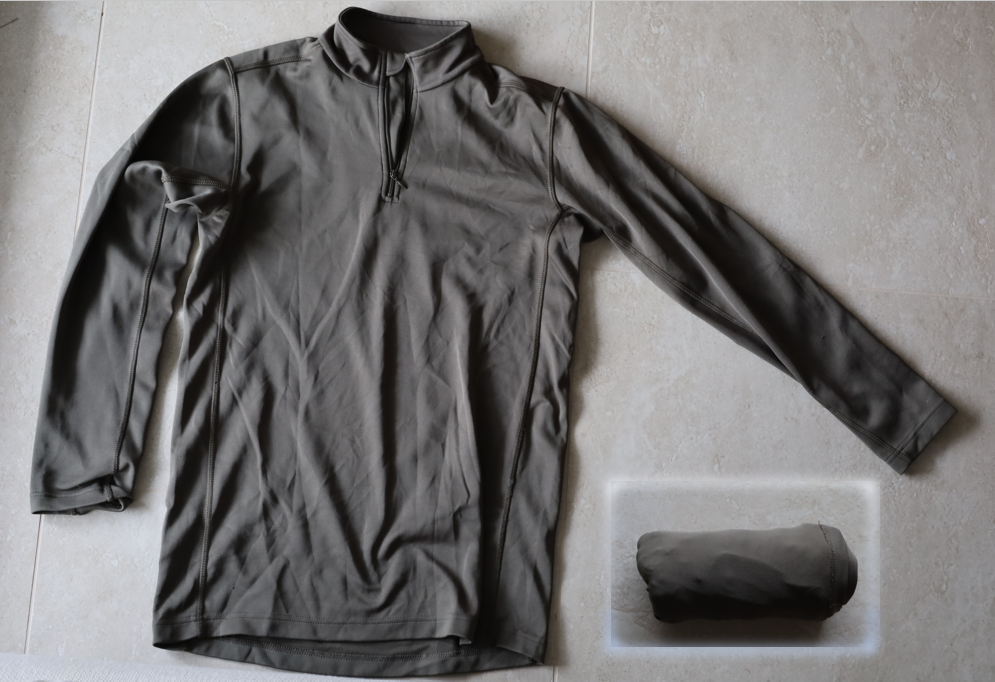
Version 2006 du tricot 75 (Gnägi) en tissu synthétique et respirant.